# پلستاین (ایلینوی)
پلستاین (به انگلیسی: Palestine) نام یک شهرک در ایالت ایلینوی در آمریکا است.